# جوناثان روس
جوناثان روس (بالإنجليزية: Jonathan Ross)‏ (و. 1960 – م) هو مقدم برامج، وممثل، وصحفي، ومقدم برامج إذاعية، وممثل أفلام، وكاتب سيناريو، من المملكة المتحدة، ولد في كامدن تاون.

## التعليم
تعلم في جامعة سولنت، وكلية لندن الجامعية.

## جوائز
حصل على جوائز منها:
- نيشان الامبراطورية البريطانية من رتبة ضابط.

## وصلات خارجية
- جوناثان روس على موقع IMDb (الإنجليزية)
- جوناثان روس على موقع ميتاكريتيك (الإنجليزية)
- جوناثان روس على موقع روتن توميتوز (الإنجليزية)
- جوناثان روس على موقع روتن توميتوز (الإنجليزية)
- جوناثان روس على موقع ألو سيني (الفرنسية)
- جوناثان روس على موقع ميوزك برينز (الإنجليزية)
- جوناثان روس على موقع أول موفي (الإنجليزية)
- جوناثان روس على موقع قاعدة بيانات الأفلام السويدية (السويدية)
- جوناثان روس على موقع ديسكوغز (الإنجليزية)
- جوناثان روس على موقع قاعدة بيانات الفيلم (الإنجليزية)